# Sutherland (cataratas)
Sutherland é uma queda de água localizada na Ilha Sul, na Nova Zelândia. 
Está perto de Milford Track e tem 580 metros de altura, sendo a mais alta queda de água de Nova Zelândia. 